# Giles Fletcher der Ältere
Giles Fletcher (geb. 1546 in Watford, Hertfordshire; gest. 1611 in London) war ein englischer Schriftsteller, Lyriker und Diplomat, der als Verfasser eines berühmt-berüchtigten Werkes über seine Russlandreise bekannt ist, das kurz nach seinem Erscheinen in England zurückgezogen wurde und in Russland lange nicht erscheinen durfte.

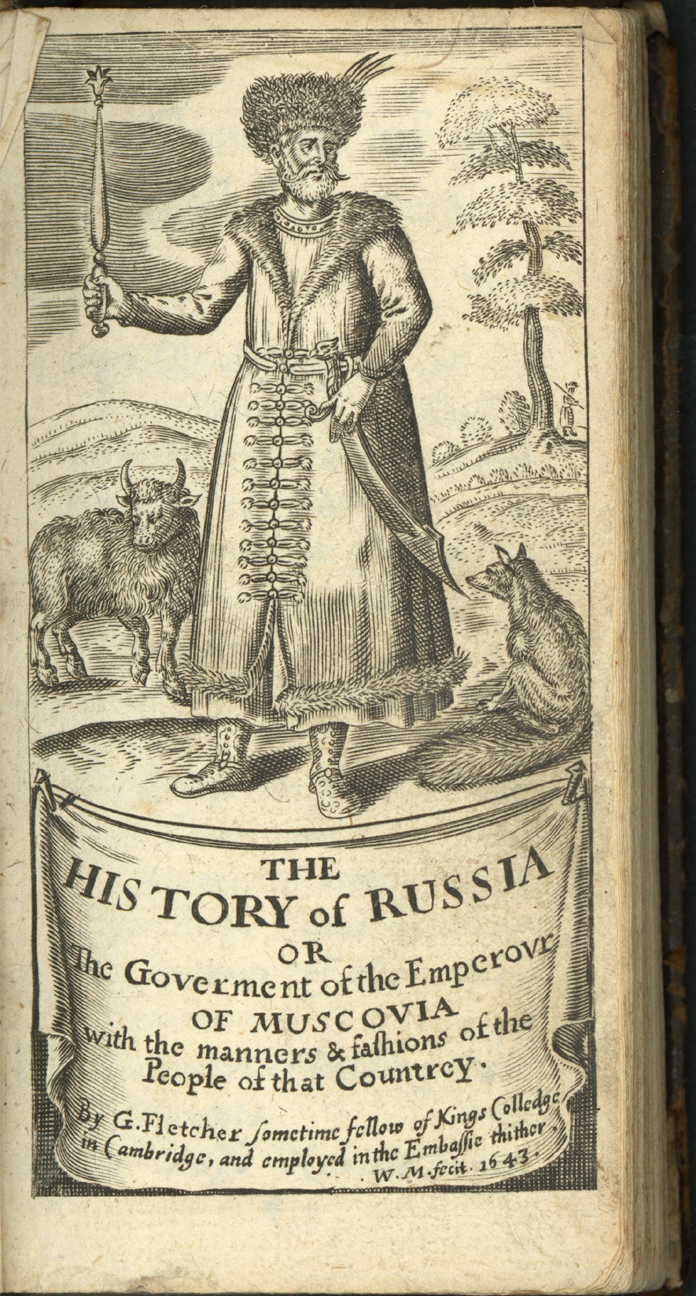
Giles Fletchers Of the Russe Common Wealth (2nd Ed. 1643)

## Leben und Werk
Giles Fletcher ist der Vater von Phineas Fletcher und Giles Fletcher dem Jüngeren und Onkel von John Fletcher. Fletcher wurde 1581 zum Doktor der Rechtswissenschaften promoviert und diente als englischer Diplomat. Er unternahm 1588–1589 eine geheime Mission nach Russland, wo er persönlich eher schlecht behandelt wurde, es ihm aber schließlich gelang, seinen einheimischen Kaufleuten einige Vorteile zu verschaffen.
Nach der Rückkehr von seiner Russlandreise (1589) schrieb er einen geographischen, politischen, militärischen und sozialen Bericht: Of the Russe Common Wealth (London, 1591), der viele Jahre später Aufnahme in der Reihe der von der Hakluyt Society veröffentlichten Reisewerke (1/20) finden sollte. In Russland selbst konnte er erst spät bekannt gemacht werden.
Sein interessanter Reisebericht und Bericht über die russischen Verhältnisse (1591) wurde aber bald wieder zurückgezogen, weil man befürchtete, dass Fletchers Urteile über den Zaren der Behandlung englischer Kaufleute in Russland schaden würden.
Unter den elisabethanischen Sonettdichtern ist er für sein Liebesgedichte enthaltendes Buch Licia (1593) bekannt, in dem die üblichen Petrarca-Formen mit bemerkenswerter Geschicklichkeit verwendet werden.
Die russische Historikerin Irina Karazuba berichtet in einem Interview, dass einmal – während eines ihrer Berichte über Fletcher am Institut für Geschichte – Ljudmila Morosowa aufstand und ihr zu erklären begann, was für Lügner und Schurken dieser Fletcher und seine ganze Truppe waren.

## Werke
- Giles Fletcher: Russia at the close of the Sixteenth Century. Comprising, the treatise 'Of the Russe Common Wealth,' and The Travels of Sir Jerome Horsey, Knt., now for the first time printed entire from his own manuscript. Ed. Edward A. Bond. 526 S., Hakluyt Society, London 1856 (Works issued by the Hakluyt Society. 1st ser.; 20). archive.org der Ausgabe in der Buchreihe der Hakluyt Society.

  - Fletcher, Dzhails [Giles]: O gosudarstve russkom, ili Obraz pravleniia russkago tsaria (obyknovenno nazyvaemago tsarem moskovskim). S opisaniiem nravov i obychaev zhitelei etoi strany [Of the Rvsse Common Wealth: Of the Russian State, or the Manner of Government of the Russian Emperor]. Zheneva, [V. I. Kasatkin], 1867 (russische Ausgabe aus Genf)
- Licia, or Poemes of loue in honour of the admirable and singular vertues of his lady, to the imitation of the best Latin poets, and others. Whereunto is added the rising to the crowne of Richard the third